# Contactsleutel

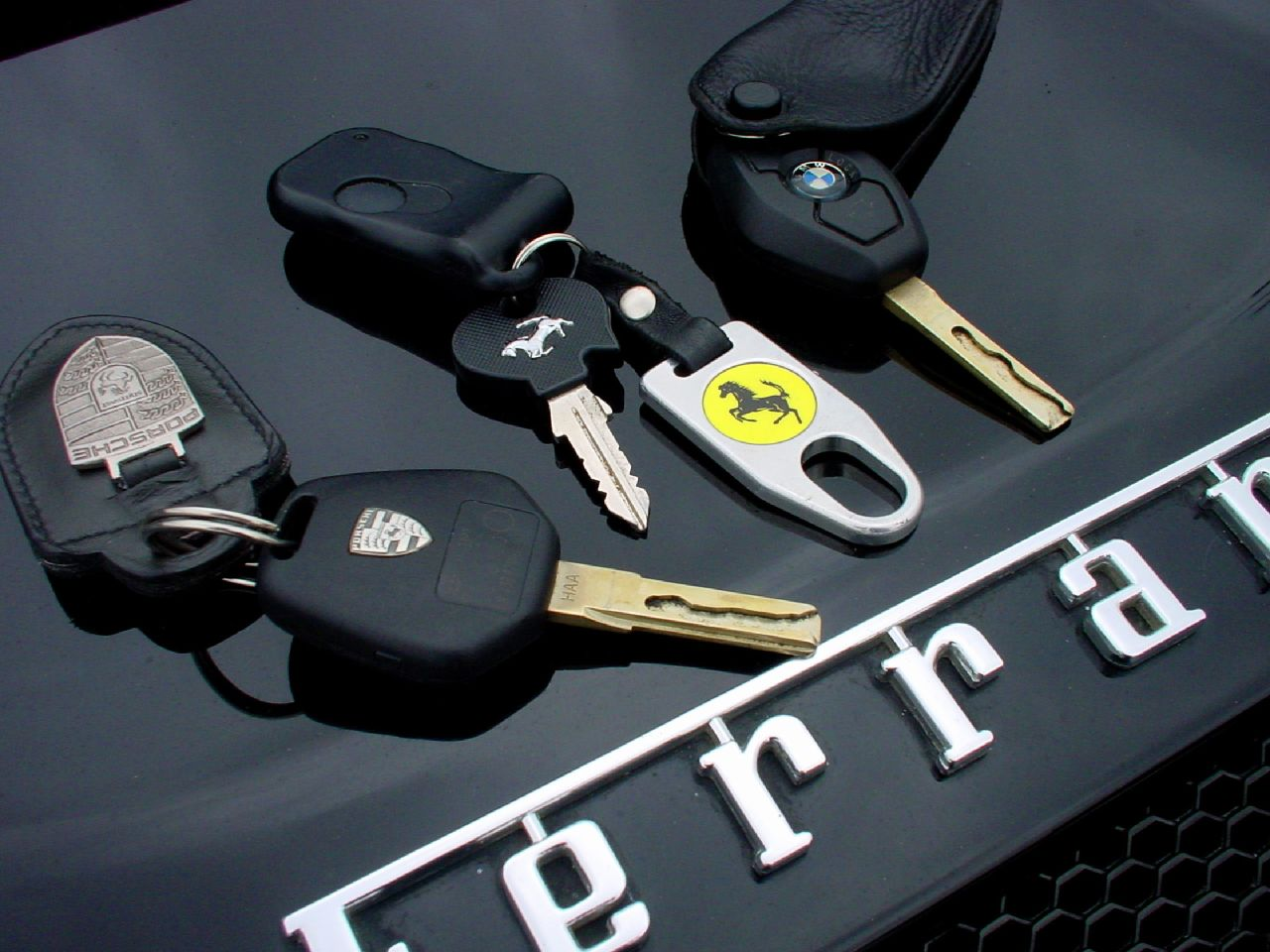
diverse contactsleutels

Met een contactsleutel  worden auto's en andere gemotoriseerde apparaten en machines geopend en gestart.
In moderne auto's bevat hij meestal een elektronische startonderbreker en een radiozender om de centrale deurvergrendeling te bedienen, zonder de sleutel in het slot te steken.

## Werking
Om het voertuig te starten, wordt de contactsleutel in het contactslot gestoken. Wordt hij een stap naar rechts gedraaid, dan wordt de ontsteking geactiveerd, zodat de motor gestart kan worden. Bovendien worden de elektrische verbruikers zoals ventilatie en elektrische ramen geactiveerd. Wordt hij nog één stap verder gedraaid, dan wordt de startmotor ingeschakeld, die op zijn beurt de motor start.
Het contact wordt bij moderne voertuigen met een puur elektronische sleutel geactiveerd, waarbij de sleutel in een daarvoor aangebrachte sleuf steekt en voor het starten op een startknop drukt in plaats van de sleutel te draaien.  Toegang met een dergelijke sleutel zonder baard wordt ook wel Keyless Go genaamd.

## Ontwikkeling
Terwijl men tot ongeveer het midden van de jaren 80 vaak voor deursloten en ontsteking twee sleutels nodig had, werden vanaf toen beide gecombineerd tot een. Later kwam daar nog de elektronische vorm van centrale deurvergrendeling bij als een integraal onderdeel van de contactsleutel. In veel moderne auto's ziet de contactsleutel er nauwelijks nog als een sleutel uit, maar heeft de vorm van een rechthoekige doosje of een kaart. Het voertuig kan vervolgens uitsluitend via de geïntegreerde afstandsbediening worden geopend. Soms opent hij reeds vanzelf als men het voertuig met de sleutel nadert. Om te starten hoeft dan alleen nog maar op de startknop die naast het stuur zit gedrukt te worden.
Er lopen studies, die de menselijke vinger als contactsleutel kunnen herkennen. Verschillende vingers nemen daarbij over verschillende activeringsfuncties over.